# Tipo de letra PostScript
Los tipos de letra PostScript son especificaciones de Tipos de letra vectoriales desarrolladas por Adobe Systems para profesionales de la tipografía digital, la cual utiliza el formato de fichero PostScript para codificar la información de la tipografía.

## Tipos de letra

### Tipo o
Fuentes Type o :
es un formato de tipografía "composite" (palabra inglesa para compuesto) - tal como se describe en el Manual de Referencia del Lenguaje PostScript, 2.ª Edición. Un tipo de letra composite está compuesta de una fuente de alto nivel que hace referencia a múltiples fuentes descendientes.

### Tipo 1
Fuentes Type 1 (también conocido como PostScript, PostScript Type 1, PS1, T1 or Adobe Type 1) es el formato de tipografía dado a las familias Romanas de un solo byte que se utiliza con el software Adobe Type Manager y con impresores PostScript. Admite la simulación de tipo.
Originalmente fue una especificación propietaria, pero Adobe publicó la especificación a fabricantes de terceros a condición de que todos los tipos Type 1 se adhiriesen a ella

### Tipo 3
Fuentes Type 3 (también conocido como PostScript Type 3 o PS3, T3 o Adobe Type 3) consiste en glifos definidos usando completamente el lenguaje PostScript, más que un simple subconjunto. Debido a esto, una fuente Type 3 puede hacer algunas cosas que una fuente Type 1 no puede hacer, por ejemplo especificar el sombreado, color y patrones de relleno. Sin embargo, no soporta hinting. Adobe Type Manager no soporta fuentes Type 3, y estas no tienen soporte nativo de fuentes WYSIWYG en ninguna version de Mac OS o Windows.
- Datos: Q785247